# Dalija
Dalija (hebrejsky דַּלִיָּה, v oficiálním přepisu do angličtiny Daliyya, přepisováno též Dalia) je vesnice typu kibuc v Izraeli, v Severním distriktu, v Oblastní radě Megido.

## Geografie
Leží v nadmořské výšce 204 metrů, v horách Ramat Menaše, cca 15 kilometrů východně od břehů Středozemního moře. Je situována v zemědělsky využívané a jen z menší části zalesněné pahorkatině. Jižně od obce probíhá vádí Nachal Dalija, do kterého tu zprava ústí vádí Nachal Šelef. Dále na jih vede krajinou též vádí Nachal Raz.
Obec se nachází cca 63 kilometrů severovýchodně od centra Tel Avivu a cca 25 kilometrů jihojihovýchodně od centra Haify. Daliji obývají Židé, přičemž osídlení v tomto regionu je etnicky převážně židovské. Oblast vádí Ara, kterou obývají izraelští Arabové, leží cca 7 kilometrů jižním směrem. Hřbet horského masivu Karmel, na kterém stojí drúzská sídla, se nachází 10 kilometrů severně odtud.
Obec Dalija je na dopravní síť napojena pomocí lokální silnice číslo 672, jež propojuje všechny vesnice na Ramat Menaše a vede k severu, kde ústí do dálnice číslo 70.

## Dějiny

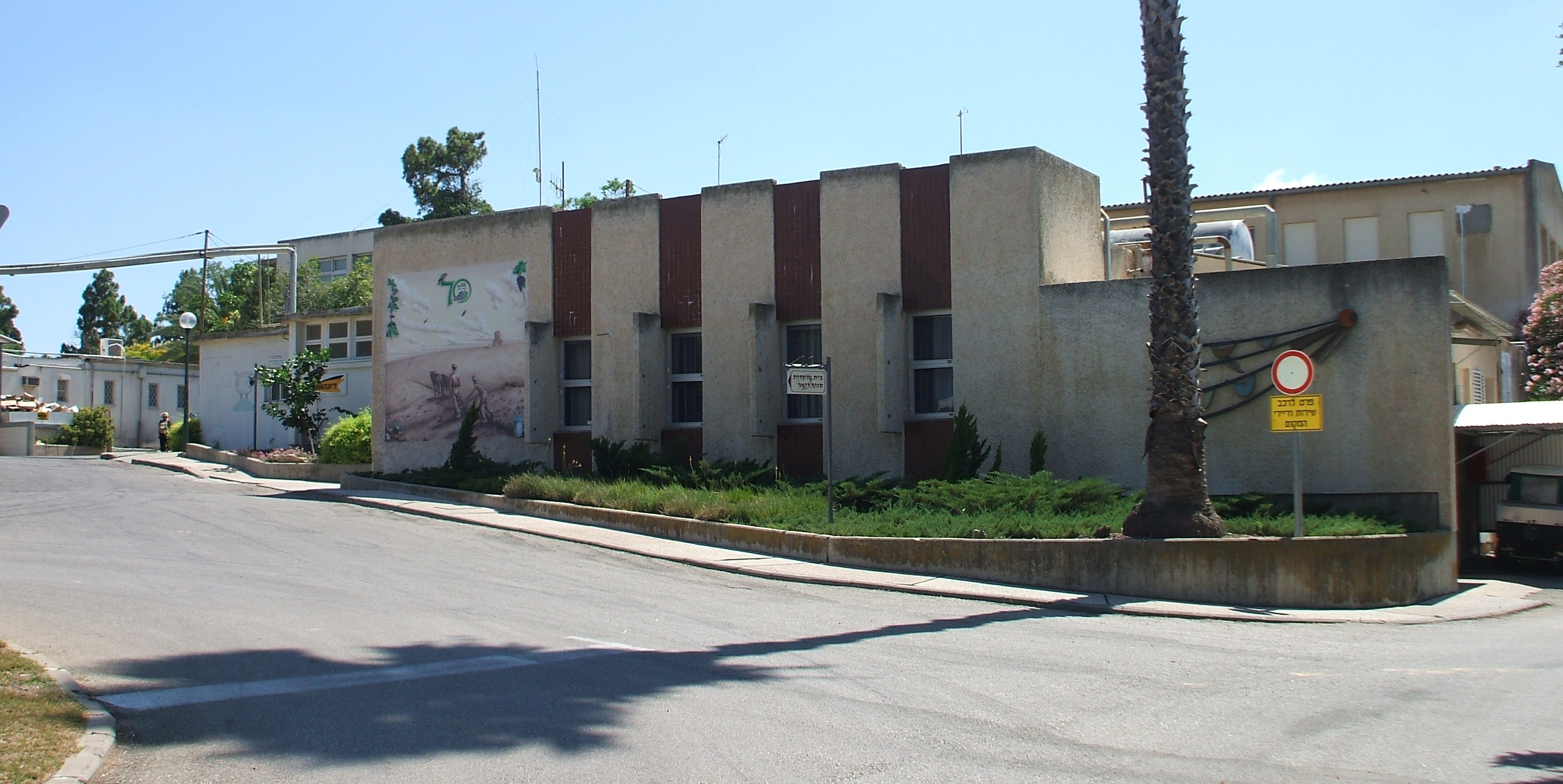
Zástavba v kibucu Dalija

Přímo na místě nynějšího kibucu se do roku 1948 rozkládala arabská osada Dalijat al-Rawha. V roce 1931 zde žilo 163 lidí a stálo tu 46 domů.
Ve 30. letech 20. století byly pozemky okolo této vesnice vykoupeny do židovského vlastnictví a brzy na to vyrostlo vedle arabské vesnice i židovské sídlo. Kibuc Dalija byl založen v roce 1939. Šlo o opevněnou osadu typu Hradba a věž. Jejími zakladateli byla skupina členů mládežnické levicové organizace ha-Šomer ha-ca'ir z Rumunska a Německa. Jméno kibucu je odvozeno od názvu sousední arabské osady.
Během války za nezávislost byl zdejší region dobyt izraelskými silami a důsledku toho skončilo arabské osídlení v sousední vesnici Dalijat al-Rawha, jejíž zástavba pak byla v červnu 1948 zbořena.
Koncem 40. let 20. století měl kibuc Dalija rozlohu katastrálního území 3 964 dunamů (3,964 kilometrů čtverečních). Dalija byla jedním z prvních kibuců, který začal rozvíjet průmyslové podnikání. Funguje tu například podnik Zohar (זהר) na výrobu mýdel a saponátů a další firmy. Kibuc se rovněž zabývá zemědělstvím.
V obci fungují zařízení předškolní péče. Základní škola je v nedaleké vesnici Ejn ha-Šofet.

## Demografie

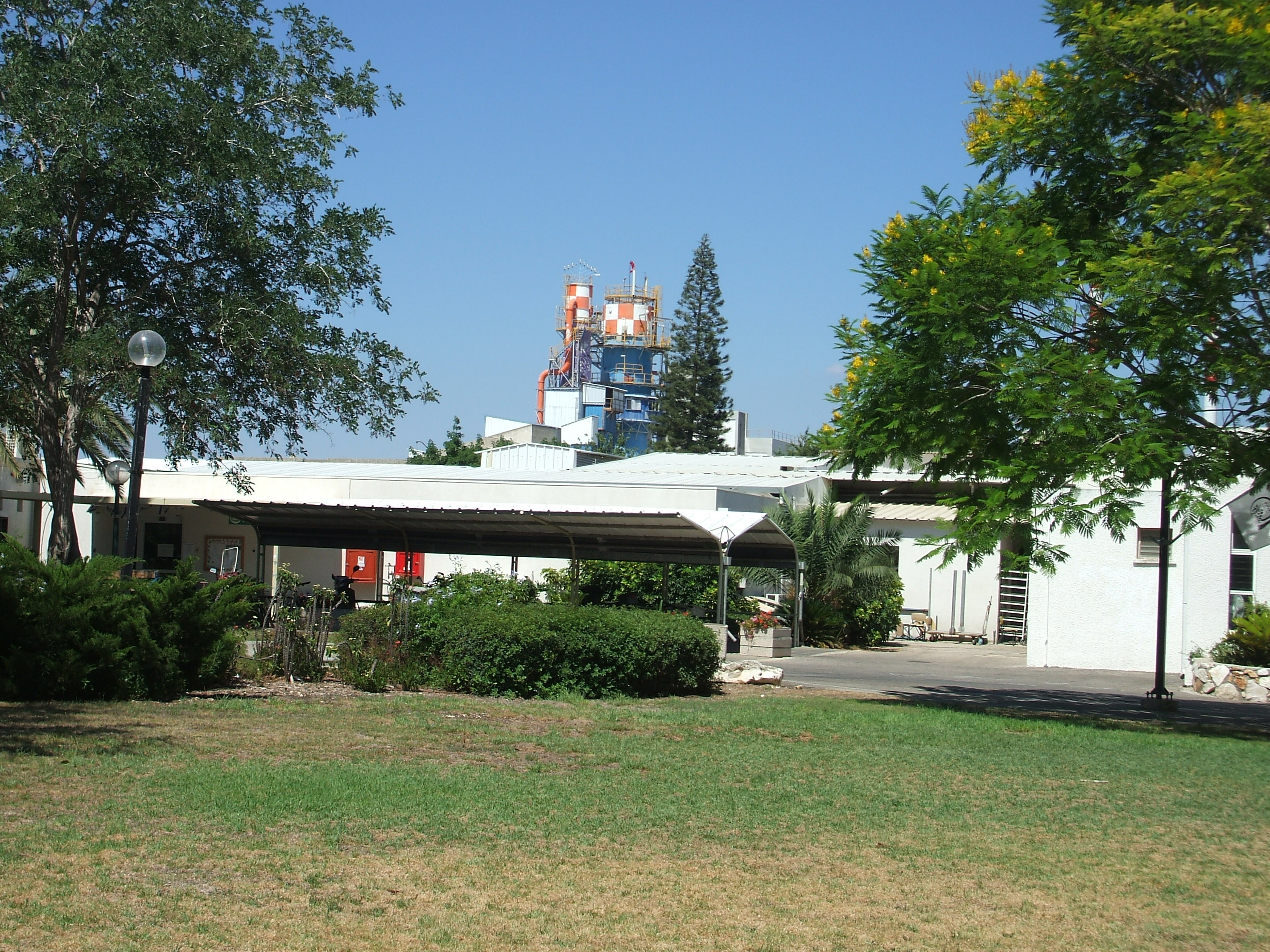
Zástavba v kibucu Dalija

Obyvatelstvo kibucu Dalija je sekulární. Podle údajů z roku 2014 tvořili populaci v Daliji Židé – cca 700 osob (včetně statistické kategorie "ostatní", která zahrnuje nearabské obyvatele židovského původu ale bez formální příslušnosti k židovskému náboženství, cca 800 osob).
Jde o menší sídlo vesnického typu s dlouhodobě stagnujícím počtem obyvatel. K 31. prosinci 2014 zde žilo 784 lidí. Během roku 2014 populace stoupla o 2,1 %.
| Rok            | 1948 | 1961 | 1972 | 1983 | 1995 | 2001 | 2003 | 2004 | 2005 | 2006 | 2007 | 2008 | 2009 | 2010 | 2011 | 2012 | 2013 | 2014 |
| -------------- | ---- | ---- | ---- | ---- | ---- | ---- | ---- | ---- | ---- | ---- | ---- | ---- | ---- | ---- | ---- | ---- | ---- | ---- |
| Počet obyvatel | 376  | 594  | 612  | 789  | 758  | 731  | 743  | 738  | 735  | 737  | 738  | 736  | 745  | 768  | 762  | 774  | 768  | 784  |